# Mohammedia

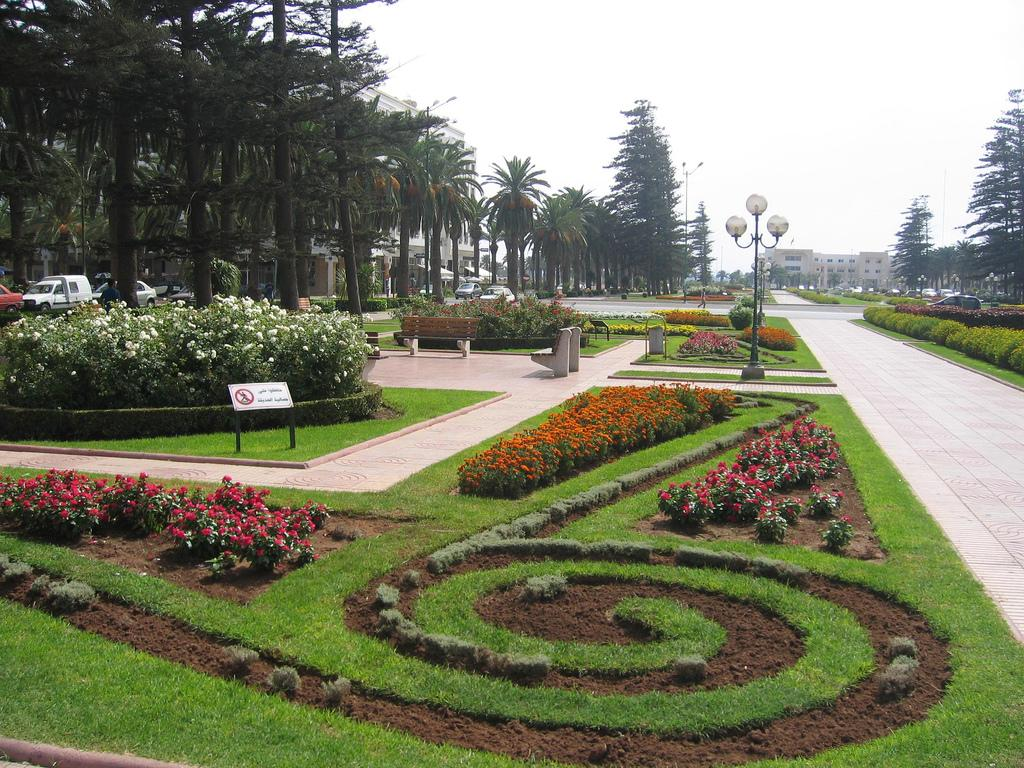
Park i Mohammedia.

Mohammedia (eller Mohammadia, tidigare Fédala, arabiska المحمدية, al-muhamedia) är en hamnstad i Marocko, vid Atlanten, omkring 25 km nordost om Casablanca. Staden är administrativ huvudort för prefekturen Mohammedia som är en del av regionen Casablanca-Settat. Folkmängden uppgick till 208 612 invånare vid folkräkningen 2014.
Industrier i staden är oljeraffinaderi och livsmedelsindustri. Den är också en badort.